# 曾展章

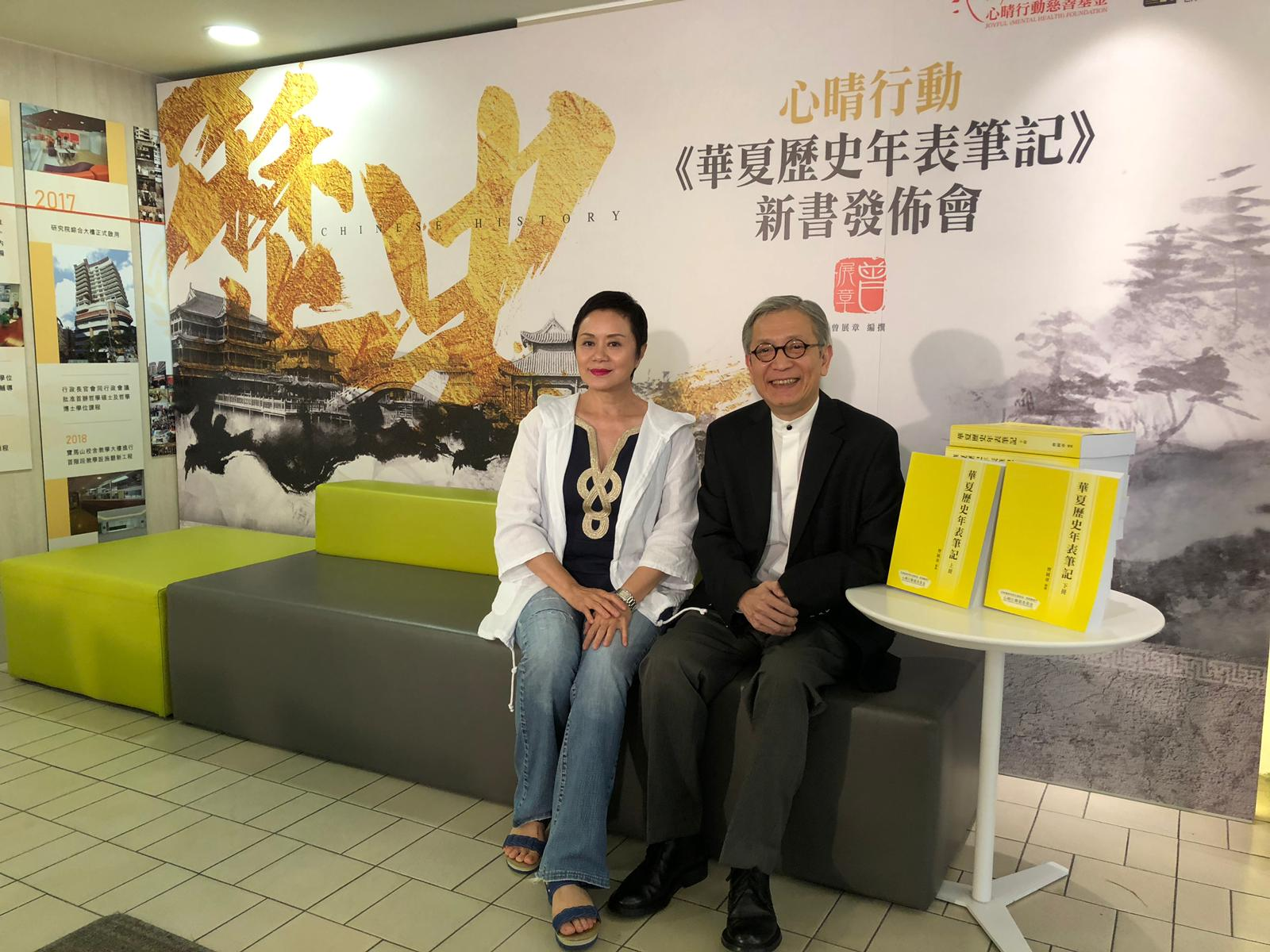
Samuel Tsang and Meg Lam Kin Ming Victoria

曾展章，1956年生于香港，祖籍广东顺德，1980年毕业于香港樹仁學院工商管理系(夜组)。1995年在成都就读四川联合大学工商管理系，在职人员研究生课程，1998年获授管理学硕士学位.
曾展章，香港资深传媒人、知名作家、公司管理层，香港树仁大学校董、香港办学团体——青少年德育励进会副主席。他曾编纂《办公室对碰》《华夏历史年表笔记》等著作，两本书的销售所得，皆悉数捐予由他爱妻创办的《心晴行动慈善基金》，以回馈社会。曾展章的太太是香港知名艺人、综艺节目元老林建明女士，于2004年创立「心睛行动慈善基金」，在香港致力推广情绪病的知识，帮助受情绪困扰人士的非牟利社会服务团体。 
曾展章，在企业形象、企业营销、办公室人事、历史文化等方面均有等有深入研究。亦纵横广播界逾40载，足迹遍及各大电台和电视台。 履历如下：1976年加入丽的电视，后历任电视广播有限公司、香港商业广播电台、新城广播有限公司、香港电台、盈科拓展集团、有线宽频通讯有限公司。 1979年开始参与内地传媒工作，曾参与筹建广州羊城交通广播电台、四川有线电视台等，90年代亦曾在两地创业。 他在2018年62岁退休前，任职香港有线电视执行董事。 
曾展章被誉为香港第一位电视广告营运大师，人称「桥王」。1979年代加入香港无线电视，与香港文汇报联合代理内地传媒之海外广告业务，包括中央电视台、上海电视台、上海广播电台、广东电视台及广东广播电台 ，将香港电视广告的营运模式带入内地。 其后返港任职TVB翡翠台营业部，亦参与TVB统筹制作多个大型特备节目，包括《新秀歌唱大赛》、《劲歌金曲颁奖典礼》、《香港小姐竞选》等。曾展章善用人才，喜欢提拔别具一格的新人。八十年代，曾展章主要为香港电视业开拓广告市场。
曾展章于1991年离职TVB，随即在内地及香港创业，亦参与各集团有关传媒的拓展，一身兼多职。 1992年，曾展章任九龙仓通讯投资有限公司的市务顾问，在香港竞投第一间收费有线电视的牌照，九仓有线电视于1 993年开台。 1993年，曾展章在成都协助筹建四川有线电视台。 2001年，曾展章为新城电台开创新城财经台，即香港第一个24小时财经台。
曾展章在香港有线电视之时间最长，自1992年至2018年退休，历任多项顾问、总经理 、执行董事等职，主要有：1996年，开创有线电视「购物台」，1997年 ，成立有线电视广告业务部，开展有线电视在香港的广告业务。 2005年，成立香港有线新闻速递有限公司（www.hkcne.com），并成为香港铁路有限公司（合并前为 九广铁路公司）港铁车厢电视（前称「新闻直线」）的独家广告总代理及内容供应商。 2011年，曾展章兼任香港有线娱乐有限公司执行董事，负责集团娱乐平台的营运和发展。 2014年兼任管理外事部，为集团制定及实施对外事务策略。 2017年，协筹及作为免费电视台奇妙电视（2017年5月开台 ）的服务供应商，曾先生负责领导及管理不同范畴的工作，包括节目制作、广告营销及对外事务。 
在写作方面，曾展章曾于九十年代初在报纸撰写专栏，谈论办公室政治技巧，其后结集成书，于2006年献出其处女作——《办公室对碰》，并为「心晴行动慈善基金」义卖筹款。 他希望此书可以为办公室一族减压，以免他们坠入情绪病的陷阱，并在书中引用苏辉的《定风波》，让大家明白，只要心境保持乐观，任是风吹雨打也能从容面对。 
事业有成后，退休前的曾展章不忘完成儿时梦想，用十年苦功完成约175万字的《华夏历史年表笔记》，记录了自轩辕黄帝至1925年横跨近3，000年的中国历史。 书分上下二册，以正史《史记》至《明史》原文为本，加入《清史稿》、《资治通鉴》、历朝史书资料等，另添通俗演义、民间传说。 按年编撰，尽量注明每年每事原文出处，稍加现代语法以便阅读，又加入粤语读音、注释、古地今址对照等，以方便读者。 皆因他生于香港、长于香港，深恐繁体字没落，亦惧粤语因只是方言而消失。 
曾展章自笑半生弃文从商，幸晚年触机编写千年史，可谓人生苦中得乐也！ 他认为，不了解历史的人，无法改善现有环境。 人要知道历史，懂得历史因果关系，才能知道自己的定位，再从这个定位回顾过去及走向未来。 因此，他尽力鼓励周边友人，特别是年轻一代阅读中国历史，取其精华，面对新问题时，尝试不要用老办法来解决新问题。 
第一版《华夏历史年表笔记》于2019年中成书出版，在心晴行动成立15周年时完工，并瞬即售罄。 幸有善长出资印刷，认捐赠予香港各教育机构，让全港中学及大学学子都可以参阅，受惠获益。 曾展章摘取这段笔记勉今：「历朝历代都是苦尽甘来，循环不息，如《双城记》首句：『那是最好的时代，那是最坏的时代。 』视乎你悲观还是乐观的睇法。」 
第一版实体书出版后，他即作第二版电子书之修订，笔耕不辍，仍每天对原稿作修订，反复查阅史书，添加各年代之中外人物及有关著作之简述，并统一专有字句、名词、译名，以便电子搜寻及取代实体书之索引，又详加各古史原文注释，方便读者比较古今文体及更详细知悉史事出处，亦不用寻查每字之读音及粤音。 
曾展章本人表示对《华夏历史年表笔记》的版权完全开放，以存世作记。 第二版的笔记将以电子版形式发表，预计2023年底放在互联网，公开让大众免费自行下载。 唯一要求：希望每位下载者能捐款（多少无拘）予其心仪的非牟利机构，遵守君子协定，共襄善举，福有攸归。 人善天不欺，爱比刀更利。 再愿心晴行动慈善基金多筹善款，为情绪病患者及其家人纾危解困。

## 资料参考
曾展章Samuel Tsang Facebook Page （页面存档备份，存于）
曾展章作品《办公室对碰》电子书
[華夏歷史年表筆記-新書發佈會 https://www.jmhf.org/single-post/2019/06/13/-華夏歷史年表筆記-新書發佈會《華夏歷史年表筆記》新書發佈會 （页面存档备份，存于）]
蹺王廣播界叱咤40年 曾展章分享格言 別用老辦法解決新問題 （页面存档备份，存于）